# Jiné to nebude
Jiné to nebude – drugi utwór wybrany do promocji albumu Jaromíra Nohavicy pt. Tak mě tu máš przez Polskie Radio. Piosenka dotarła już w drugim tygodniu na szczyt Listy Przebojów Programu Trzeciego.

## Notowania
| Lista                              | Pozycja |
| ---------------------------------- | ------- |
| Lista Przebojów Programu Trzeciego | 1       |
| Lista Przebojów Radia Merkury      | 1       |